# Anaxandridas II
Anaxandridas II (en grec ancien Αναξανδριδης) est un roi de Sparte v. 560–525 av. J.-C. de la dynastie des Agiades. Son père est le roi Léon.
Anaxandridas a quatre enfants : Léonidas Ier, Cléombrote Ier, Dorieus et Cléomène Ier (la mère du dernier est la fille de Prinetades). Avec l'éphore Hilon, Alexandridas a sauvé Sicyone du tyran Aeschynus dans les années 550.